# Brodie Seger
Brodie Seger (ur. 28 grudnia 1995 w North Vancouver) – kanadyjski narciarz alpejski.

## Kariera
Po raz pierwszy na arenie międzynarodowej pojawił się 18 grudnia 2010 roku podczas zawodów FIS Race w Panoramie, gdzie zajął 54. miejsce w gigancie. W 2016 roku wystartował na mistrzostwach świata juniorów w Soczi, zajmując między innymi ósme miejsce w gigancie i dwunaste w supergigancie.
W Pucharze Świata zadebiutował 26 listopada 2017 roku w Lake Louise, gdzie zajął 56. miejsce w supergigancie. Pierwsze pucharowe punkty zdobył 25 stycznia 2019 roku w Kitzbühel, zajmując 16. pozycję w zjeździe. Jak dotąd nie stał na podium zawodów Pucharu Świata.
W 2019 roku wystąpił na mistrzostwach świata w Åre, gdzie najwyższą pozycję uzyskał w supergigancie,  który ukończył na 27. pozycji. Na rozgrywanych dwa lata później mistrzostwach świata w Cortina d’Ampezzo w tej samej konkurencji był czwarty. Walkę o medal przegrał z Francuzem Alexisem Pinturault o 0,04 sekundy.

## Osiągnięcia

### Igrzyska olimpijskie
| Miejsce | Dzień     | Rok  | Miejscowość | Konkurencja     | Czas biegu | Strata | Zwycięzca       |
| ------- | --------- | ---- | ----------- | --------------- | ---------- | ------ | --------------- |
| 22.     | 7 lutego  | 2022 | Pekin       | Zjazd           | 1:42,69    | +1,99  | Beat Feuz       |
| DNF     | 8 lutego  | 2022 | Pekin       | Supergigant     | 1:19,94    | -      | Matthias Mayer  |
| 9.      | 10 lutego | 2022 | Pekin       | Superkombinacja | 2:31,43    | +3,60  | Johannes Strolz |

### Mistrzostwa świata
| Miejsce | Dzień     | Rok  | Miejscowość       | Konkurencja     | Czas zawodów | Strata | Zwycięzca          |
| ------- | --------- | ---- | ----------------- | --------------- | ------------ | ------ | ------------------ |
| 27.     | 6 lutego  | 2019 | Åre               | Supergigant     | 1:24,20      | +1,85  | Dominik Paris      |
| 33.     | 9 lutego  | 2019 | Åre               | Zjazd           | 1:19,98      | +2,05  | Kjetil Jansrud     |
| 37.     | 11 lutego | 2019 | Åre               | Superkombinacja | 1:47,71      | +4,70  | Alexis Pinturault  |
| 4.      | 11 lutego | 2021 | Cortina d’Ampezzo | Supergigant     | 1:19,41      | +0,42  | Vincent Kriechmayr |
| DNF     | 14 lutego | 2021 | Cortina d’Ampezzo | Zjazd           | 1:37,79      | -      | Vincent Kriechmayr |
| DNF1    | 19 lutego | 2021 | Cortina d’Ampezzo | Gigant          | 2:05,86      | -      | Mathieu Faivre     |

### Mistrzostwa świata juniorów
| Miejsce | Dzień     | Rok  | Miejscowość | Konkurencja     | Czas biegu | Strata | Zwycięzca            |
| ------- | --------- | ---- | ----------- | --------------- | ---------- | ------ | -------------------- |
| 23.     | 8 marca   | 2015 | Hafjell     | Gigant          | 2:23,37    | +4,48  | Henrik Kristoffersen |
| DNF2    | 11 marca  | 2015 | Hafjell     | Kombinacja      | 1:58,25    | -      | Loïc Meillard        |
| DNF     | 11 marca  | 2015 | Hafjell     | Supergigant     | 1:15,87    | -      | Miha Hrobat          |
| 28.     | 13 marca  | 2015 | Hafjell     | Zjazd           | 1:29,62    | +2,05  | Henri Battilani      |
| 13.     | 27 lutego | 2016 | Soczi       | Zjazd           | 1:11,66    | +0,96  | Erik Arvidsson       |
| 12.     | 29 lutego | 2016 | Soczi       | Supergigant     | 1:09,95    | +1,00  | Matthieu Bailet      |
| DNF1    | 1 marca   | 2016 | Soczi       | Superkombinacja | 1:56,16    | -      | Štefan Hadalin       |
| 8.      | 3 marca   | 2016 | Soczi       | Gigant          | 2:14,32    | +3,11  | Marco Odermatt       |
| DSQ2    | 5 marca   | 2016 | Soczi       | Slalom          | 1:36,84    | -      | Istok Rodeš          |

### Puchar Świata

#### Miejsca w klasyfikacji generalnej
- sezon 2017/2018: -
- sezon 2018/2019: 127.
- sezon 2019/2020: 106.
- sezon 2020/2021: 112.
- sezon 2021/2022: 91.

#### Miejsca na podium
Seger nigdy nie stanął na podium zawodów PŚ.